# Карпатоське море
Карпатоське море, або Карпафоське море (грец. Καρπάθιον πελαγος, на честь острова Карпатос) — море на півдні Греції. Його акваторія 
простягається між східним узбережжям Криту на південному заході, островом Астипалея на півночі та південними островами Додеканесу включно зі Родосом на крайньому сході, утворюючи своєрідний трикутник. Свою назву отримав від острова Карпатос, який розташований посеред цього моря. Море межує з Критським морем на заході, Лівійським морем на півдні та південному заході й Егейським на півночі.
Карпатоське море вперше згадується в античності у працях Страбона (давньогр. Καρπάθιον πέλαγος, лат. mare carpathium).
До акваторії Карпатоського моря належать переважно невеликі незаселені скелясті острови, не рахуючи Карпафос і острів Касос, але вони є важливими місцями розмноження зникаючих видів птахів.